# 1308 Halleria
1308 Halleria (1931 EB) là một tiểu hành tinh vành đai chính được phát hiện ngày 12 tháng 3 năm 1931 bởi Karl Wilhelm Reinmuth ở Heidelberg-Königstuhl State Observatory. Nó được đặt tên cho Albrecht von Haller, một nhà vật lý, thực vật học và nhà thơ Thụy Sĩ.